# Tylopaedia peringueyi
Tylopaedia peringueyi är en fjärilsart som beskrevs av Aurivillius 1924. Tylopaedia peringueyi ingår i släktet Tylopaedia och familjen juvelvingar. Inga underarter finns listade i Catalogue of Life.